# Confetti's
Confetti's was een Belgische new-beat-muziekgroep die bestond van 1988 tot de opheffing in 1992. De Confetti's bestond in die periode uit zanger Peter Renkens (1967-2023) met zijn danseressen Marleen, Tania, Hilde en Daniëlla. De groep scoorde internationaal hoge cijfers met nummers als The Sound of C, C' day, C in China en Put 'm Up. 
Met de heropkomst van 80-en 90-muziek is vanaf 2009 het project nieuw leven ingeblazen en wordt Confetti's gevormd door zanger Geert Tanghe en met choreografe Sophie en danseressen Lindsay en Hanna. De kern van het originele concept, een gek acterende frontman met zijn vrolijke danseresjes, was toen de basis van de herstart. De dato 2019 brengt de groep een nieuw showconcept The Confettis 2.0

## De groep

### Jaren 1988 - 1992
Confetti's was eigenlijk de naam van een discotheek in Brasschaat (noordelijk van Antwerpen) waar Peter Renkens (1967-2023) als ober werkte.
De producers achter de groep (Serge Ramaekers en Dominic Sas) werkten eigenlijk met het nummer The Sound of C aan een publiciteitsstunt voor deze Antwerpse discotheek. Dit was in de late jaren 80 vrij gewoon. De single veroverde niet enkel België maar nog in grotere mate Frankrijk waar bijna 300.000 exemplaren verkocht werden.
De Confetti's zelf groeiden tot het grootste commerciële new beat-succes uit; hun kerst-single Circling Stars werd zelfs gesponsord door frisdrankenreus Pepsi. De groep bleef populair tot circa 1991, toen het genre reeds uitgedoofd was. Hun muziek was melodisch goed volgbaar.
Dezelfde producers hebben ook hits gescoord voor onder andere de discotheken Cartouche en La Casa, beide in de Belgische Kempen. 
Zo is dan uiteindelijk de gelijknamige groep ontstaan waarin de boomlange Peter (2,00 m) en zijn danseressen het gezicht vormden van de Confetti's. In 1992 kwam het tot een breuk tussen de groep en het management en werd het project stopgezet.
Later is Peter nog enige tijd Mister X geweest, een acteur/danser in discotheek Club X te Wuustwezel.

### Jaren 2000 - heden
Begin 2009 werd de act als tribute-act nieuw leven ingeblazen onder de aangepaste naam The Confettis, met de artiest die destijds de inspiratie voor de groep was en stichter van de new-beatdans, namelijk Geert. Hij was destijds al aangezocht voor de groep en had al persiflages gemaakt op verschillende new-beat-undergroundacts die in de jaren 80 uit de grond werden gestampt. Hiermee had hij danig succes en de video van zijn tournee hiervan werd destijds meerdere malen gebruikt als inspiratiebron van de eerste Confetti-bezetting. 
Geert nam de act onder handen en samen met zijn partner ontwikkelde hij een zowel nostalgisch als hedendaags concept met nieuwe danseressen. De act ondervond nog verdere evoluties in samenwerking, eerst met USA Import Music en later met La Musique du Beau Monde. In 2014 kwam een remixsingle van The Sound of C uit met een herwerking door X-Tof.
In 2019 onderging het concept een uitbreiding onder de naam The Confettis 2.0. Samen met zijn danseres/zangeres brengt Geert een party-act met de evolutie van de muziek van de jaren 80 tot in de jaren 90; een concept dat op kleine en grote evenementen met de ervaring van talloze grote nationale en internationale optredens, het publiek in muzikale en visuele extase brengt.
Op 14 februari 2023 overleed Peter Renkens (1967-2023) op 55-jarige leeftijd.

## Discografie

### Albums
- 1989 92... Our First Album
- 2001 Greatest Hits

### Singles
| titel                         | jaar |
| ----------------------------- | ---- |
| The Sound of C                | 1988 |
| C Day                         | 1989 |
| 92                            | 1989 |
| Basic Theme                   | 1989 |
| C Day Dub                     | 1989 |
| C In China                    | 1989 |
| C Sample Mix                  | 1989 |
| C'countdown                   | 1989 |
| Circling Stars (Jingle Bells) | 1989 |
| Confetti's Medley             | 1989 |
| House Of C                    | 1989 |
| Keep Smiling                  | 1989 |
| Megamix                       | 1989 |
| No                            | 1989 |
| Put 'm Up (Your Hands)        | 1990 |
| The Sound of C X-Tof remix    | 2014 |
| The Sound of C Remake         | 2018 |

| Single met eventuele hitnotering(en) in de Nederlandse Top 40 | Datum van verschijnen | Datum van binnenkomst | Hoogste positie | Aantal weken | Opmerkingen |
| ------------------------------------------------------------- | --------------------- | --------------------- | --------------- | ------------ | ----------- |
| The Sound of C                                                | 1988                  | 17 december 1988      | 30              | 5            |             |
| C Day                                                         | 1989                  | 26 augustus 1989      | 11              | 6            |             |
| C'countdown/Keep Smiling                                      | 1989                  | 11 november 1989      | tip4            | -            |             |
| Megamix                                                       | 1989                  | 10 februari 1990      | tip6            | -            |             |